# Фахрутдинов, Никита Альбертович
Ники́та Альбе́ртович Фахрутди́нов (20 мая 1993, Североуральск, Россия) — российский  игрок в мини-футбол. Выступает за клуб «Синара» и сборную России. Мастер спорта (2013).

## Карьера
Никита Фахрутдинов родился в Североуральске и там же в 8-летнем возрасте начал заниматься мини-футболом. Будучи учеником 9-го класса приехал в Екатеринбург и прошёл просмотр в СДЮШОР ВИЗ. За первую команду «ВИЗ-Синары» начал выступать в 2010 году, в первом же для себя матче чемпионата России забив гол в ворота «Политеха». В основном составе клуба прочно закрепился в сезоне 2011/12. По итогам сезона 2013/14, забив 27 голов в 32 матчах, стал вторым бомбардиром команды в чемпионате (после Сергея Абрамова)
.
Выступал за молодёжную сборную России. В 2013 году начал привлекаться к матчам первой сборной. В составе команды в том же году принимал участие в Гран-при в Бразилии. На турнире Фахрутдинов провёл 5 игр и забил 3 гола, а сборная заняла второе место, уступив хозяевам турнира.
В 2014 году Никита Фахрутдинов стал чемпионом мира среди студентов; на турнире сыграл 4 матча и забил 3 гола.

## Достижения
Синара
- Вице-чемпион России по мини-футболу (1): 2010/11

 Сборная России
- Вице-чемпион Гран-при (1): 2013

## Статистика
| Клуб             | Сезон            | Чемпионат | Чемпионат | Кубок | Кубок | Кубок УЕФА | Кубок УЕФА | Итого | Итого |
| Клуб             | Сезон            | Игры      | Голы      | Игры  | Голы  | Игры       | Голы       | Игры  | Голы  |
| ---------------- | ---------------- | --------- | --------- | ----- | ----- | ---------- | ---------- | ----- | ----- |
| Синара           | 2010/11          | 14        | 1         | 5     | 0     | 3          | 1          | 22    | 2     |
| Синара           | 2011/12          | 26        | 5         | 2     | 0     | -          | -          | 28    | 5     |
| Синара           | 2012/13          | 23        | 13        | 6     | 3     | -          | -          | 29    | 16    |
| Синара           | 2013/14          | 32        | 27        | 2     | 1     | -          | -          | 34    | 28    |
| Всего за карьеру | Всего за карьеру | 95        | 46        | 15    | 4     | 3          | 1          | 113   | 51    |